# Proporcjonalność prosta

Wykres przykładowej proporcjonalności prostej w kartezjańskim układzie współrzędnych; w tym wypadku współczynnik proporcjonalności jest dodatni, przez co funkcja ta jest rosnąca

Wykres innej proporcjonalności prostej w kartezjańskim układzie współrzędnych; w tym wypadku współczynnik proporcjonalności jest ujemny, przez co funkcja ta jest malejąca

Proporcjonalność prosta, proporcjonalność wprost – zależność między dwiema zmiennymi wielkościami polegająca na ich stałym ilorazie. Czasem dodatkowo zakłada się, że ten iloraz (stosunek) jest różny od zera.
Dla zmiennych {\displaystyle x,y} wyrażają to wzory:
{\displaystyle y/x={\text{const}},\ y=ax,}
gdzie {\displaystyle a} jest liczbą rzeczywistą, znaną jako współczynnik proporcjonalności. Jak wspomniano wyżej – czasem wymaga się {\displaystyle a\neq 0}.
W dowolnym kartezjańskim układzie współrzędnych wykresem każdej proporcjonalności prostej jest prosta przechodząca przez początek tego układu.

## Przykłady

### Matematyka
- W ruchu ze stałą prędkością przebyta droga jest wprost proporcjonalna do czasu jazdy[potrzebny przypis].

### Fizyka
- W spadku swobodnym (bez oporu powietrza) prędkość spadającego ciała jest wprost proporcjonalna do czasu spadania[potrzebny przypis].

### Ekonomia
- Wartość towaru zakupionego na wagę (przy danej cenie za jednostkę masy) jest wprost proporcjonalna do jego masy. Np. przy cenie jabłek 2 zł/kg (a=2), kupując 1 kg (x=1) zapłacimy 2 zł (y=2), kupując 2 kg (x=2) zapłacimy 4 zł (y=4), kupując 3 kg (x=3) zapłacimy 6 zł (y=6) itd.
- Przy ustalonej stawce podatku jego wartość jest wprost proporcjonalna do kwoty, która podlega opodatkowaniu[potrzebny przypis].